# Estación Santa Ana (Chile)
La Estación Santa Ana fue una estación de trenes del Ramal Santiago-Cartagena; construida en 1893, sirvió a la derogada comuna de Santa Ana, del departamento de Santiago en la provincia de Santiago para el transporte de bienes y pasajeros. La comuna dejó de existir en 1927 y en algún momento posterior la estación es degradada a paradero. Actualmente en Talagante no existen restos de la estación.

## Historia
Con la construcción del ferrocarril que uniera a la comuna de Melipilla con Santiago debido al aumento de la importancia agrícola de la zona, comienza el proceso de construcción del ferrocarril con dirección oeste; los estudios del tren comenzaron en 1888 para que este llegara a Melipilla en agosto de 1893; la estación, se inaugura el 1 de septiembre del mismo año junto con el resto del ramal. La estación es construida para darle un centro de transporte a la hacienda Santa Ana y la viña Undurraga, así como para también darle un lugar de carga a las haciendas cercanas.
En 1915 la estación autorización y financiamiento estatal para construir un cierre alrededor de la estación.
Mediante el decreto 1023 del 1 de junio de 1951, la estación fue suprimida como tal y convertida en paradero para el transporte de pasajeros.

## Características
La estación hasta 1966 era la central de llamadas para Lonquén.
La estación poseía un patio, una conexión directa con la viña Undurraga y una vía local más una vía recta. Actualmente no quedan rastros físicos de la estación.